# クラース・ヤンスゾーン・フィスヘル
クラース・ヤンスゾーン・フィスヘル（Claes Jansz. Visscher、1587年ころ - 1652年6月19日）は、オランダの版画家、出版社の経営者、画商である。18世紀初めまで、一族が経営し多くの地図などを出版したことで知られる出版社「Visscher」を設立した。ラテン語の名前、ニコラウム・ピスカトール（Nicolaum Johannis Pescatorem）も名のった 。

## 略歴
アムステルダムで船大工の息子に生まれた。版画や絵を誰に学んだかは知られていないが、そのスタイルが似ていることなどから、ダーフィット・フィンクボーンス（David Vinckboons: 1576–c.1632）の弟子であったと推定されている。1608年10月に結婚し、1611年に多くの出版業者が住む地域に家を買った。1620年代初めには、版画の下絵画家、版画の彫師として働き、ウィレム・ブラウ(Willem Blaeu: 1571–1638)やピーター・ファン・デン・ケーレ（Pieter van den Keere: 1571-c.1646）といった地図出版者のために働いた。
1620年代にファン・デン・ケーレのゲルマニア・インフェリオルの地図をもとにした地図の周りに装飾的な意匠を加えるなどして出版し人気になり、さらに他の出版者の銅原版を購入して出版するなどして、人気のある出版社を作り上げた。
姓の、フィスヘルがオランダ語で漁師の意味であることから、ラテン語の姓を漁師を意味するピスカトール（Piscator または Nicolaum）とした.。ドイツ語訳聖書を出版した、ヨハネス・ピスカトール（Johannes Piscator、ドイツ語名 Johannes Fischer: 1546–1625）とラテン語名は同姓になったが両者に関係はない。
1652年にアムステルダムで亡くなり、出版の事業は息子のニコラース・フィスヘル1世（Nicolaes Visscher I: 1618-1679)、孫のニコラース・フィスヘル2世（Nicolaes Visscher II: 1649-1702）に継承され繁栄した後、1726年ペーター・シェンク（Peter Schenk II: 1693-1775)に売却された。 

## 作品

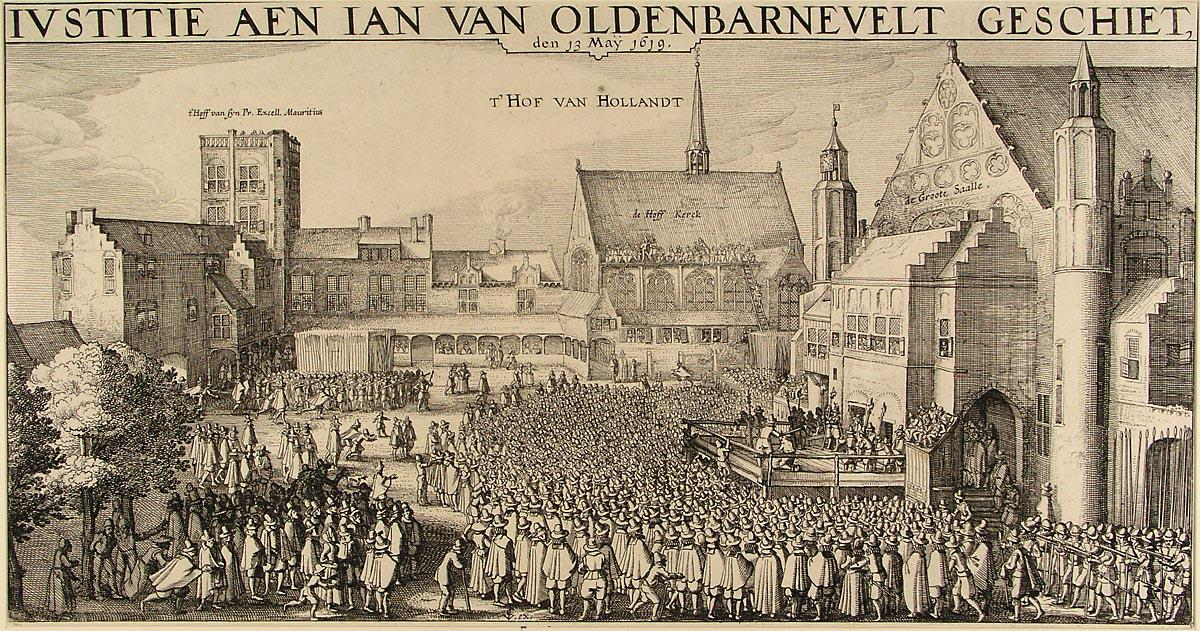
1619年のヨハン・ファン・オルデンバルネフェルトの処刑
パリの地図 (1618)
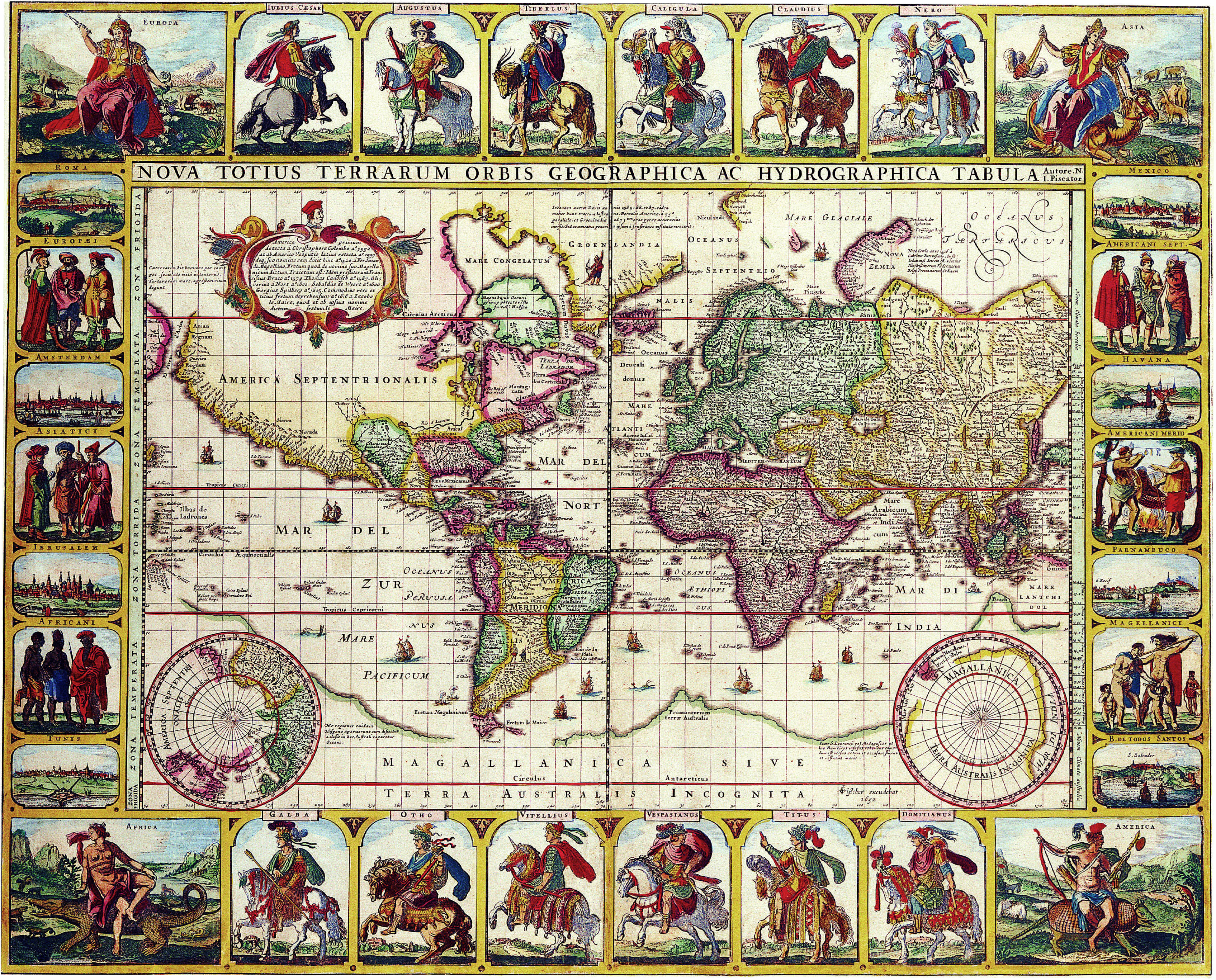
1652年に出版された世界地図
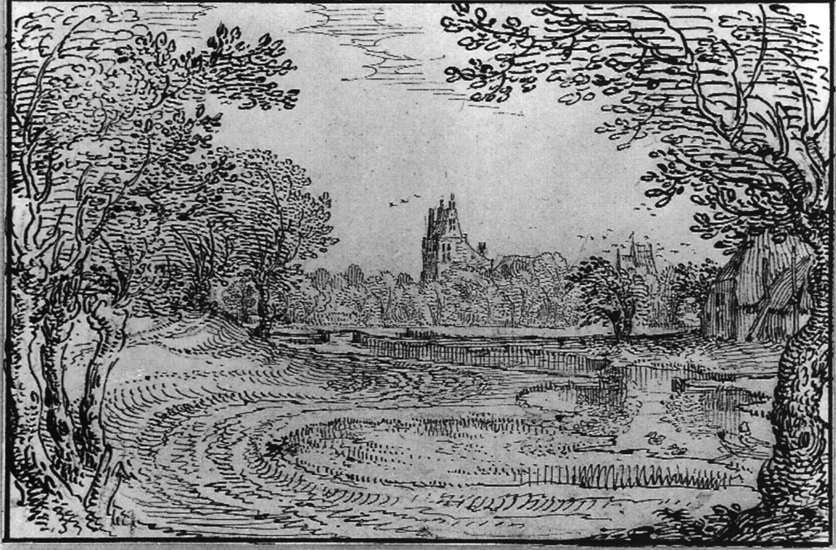
"Jan Deyman's Country House" (c.1608)